# Chi Cải
Chi Cải (Brassica) là chi thực vật có hoa trong họ Cải. Một số loài trong chi này được gọi là cây mù tạc.

## Loài
Các loài trong chi Cải này gồm:
- B. carinata: dùng sản xuất diesel sinh học
- B. elongata: mù tạc
- B. fruticulosa: Cải Địa Trung Hải
- B. juncea: mù tạc Ấn Độ
- B. napus: cải dầu, cải củ Thụy Điển (turnip Thụy Điển)
- B. narinosa:
- B. nigra: mù tạc đen
- B. oleracea: cải bắp dại, rau cải bắp, cải xoan, súp lơ
- B. perviridis
- B. rapa (syn B. campestris): cải củ turnip (turnip), cải thảo, cải thìa
- B. rupestris: mù tạc nâu
- B. septiceps: seventop turnip
- B. tournefortii: mù tạc châu Á

### Các loài khác trước đây thuộc chiBrassica
- B. kaber (mù tạc dại)—xem Sinapis arvensis
- B. alba hay B. hirta (mù tạc vàng)—xem Sinapis alba
- B. geniculata (mù tạc bạc)—xem Hirschfeldia incana